# Liste der Baudenkmäler in Schillingsfürst
Auf dieser Seite sind die Baudenkmäler in der mittelfränkischen Stadt Schillingsfürst zusammengestellt. Diese Tabelle ist eine Teilliste der Liste der Baudenkmäler in Bayern. Grundlage ist die Bayerische Denkmalliste, die auf Basis des Bayerischen Denkmalschutzgesetzes vom 1. Oktober 1973 erstmals erstellt wurde und seither durch das Bayerische Landesamt für Denkmalpflege geführt wird. Die folgenden Angaben ersetzen nicht die rechtsverbindliche Auskunft der Denkmalschutzbehörde.

## Baudenkmäler nach Gemeindeteilen

### Schillingsfürst
| Lage                                                      | Objekt                                                                                         | Beschreibung | Akten-Nr.     | Bild                               |
| --------------------------------------------------------- | ---------------------------------------------------------------------------------------------- | --- | ------------- | ---------------------------------- |
| Alte Gasse 7, 9 (Standort)                                | Doppelwohnhaus                                                                                 | Zweigeschossiger Walmdachbau auf hakenförmigem Grundriss in Fachwerk über massivem Erdgeschoss, „1816“ (bezeichnet), in Teilen überformt und rückseitig erweitert | D-5-71-198-2  | BW                                 |
| Am Markt 5 (Standort)                                     | Evangelisch-lutherische Pfarrkirche Sankt Kilian                                               | Saalkirche im Typus einer Markgrafenkirche mit durch Gurtgesimse gegliedertem Ostturm mit hoher Schweifhaube, nach Plänen von Johann Dietrich Carl Spindler, 1823 ff., mit Ausstattung | D-5-71-198-3  | weitere Bilder                     |
| Am Wall (Standort)                                        | Sechs Linden als Bepflanzung der Zugangsstraße zum Schloss gegenüber dem Gutshof des Schlosses | 17./18. Jahrhundert | D-5-71-198-48 | BW                                 |
| Am Wall 1 (Standort)                                      | Wohnhaus                                                                                       | Zweigeschossiger Mansardwalmdachbau mit aufgeputzter Eckrustika, Putzband und Figurennische mit Hausmadonna, 18. Jahrhundert | D-5-71-198-5  | weitere Bilder                     |
| Am Wall 2 (Standort)                                      | Ehemaliger Zehntstadel                                                                         | Walmdachbau mit Fachwerkteilen, 18. Jahrhundert | D-5-71-198-6  | weitere Bilder                     |
| Am Wall 3 (Standort)                                      | Wohnhaus                                                                                       | Zweigeschossiger Walmdachbau, 18. Jahrhundert, in Teilen überformt, verschalt und nach Osten erweitert | D-5-71-198-7  | weitere Bilder                     |
| Am Wall 4 (Standort)                                      | Wohnhaus                                                                                       | Zweigeschossiger Krüppelwalmdachbau in Fachwerkteilen über massivem Erdgeschoss, im Kern wohl 18./frühes 19. Jahrhundert, am Rückflügel ein hölzerner Laubengang, Ende 19. Jahrhundert | D-5-71-198-8  | weitere Bilder                     |
| Am Wall 5 (Standort)                                      | Wohnhaus, ehemaliges Doppelhaus                                                                | Zweigeschossiger Mansardwalmdachbau mit gebänderten Ecklisenen, Bandgesims und aufgeputzten Brüstungsfeldern, 18. Jahrhundert | D-5-71-198-9  | weitere Bilder                     |
| Am Wall 6 (Standort)                                      | Gasthof Zur Traube                                                                             | Zweigeschossiger Walmdachbau mit rustiziertem Korbbogentor und Ausleger, „1733“ (ehemals bezeichnet), Ausleger 1693 (ehemals bezeichnet) | D-5-71-198-10 | weitere Bilder                     |
| Am Wall 7 (Standort)                                      | Ehemalige Hofbäckerei                                                                          | Zweigeschossiger Satteldachbau mit profilierten und geohrten Fenster- und Türöffnungen aus Haustein, „1763“ (bezeichnet), nach Westen modern erweitert | D-5-71-198-11 | weitere Bilder                     |
| Am Wall 8 (Standort)                                      | Wohnhaus                                                                                       | Zweigeschossiger Walmdachbau mit geohrten Fenster- und Türöffnungen aus Sandstein, zweite Hälfte 17./18. Jahrhundert | D-5-71-198-12 | weitere Bilder                     |
| Am Wall 10 (Standort)                                     | Ehemaliger Gutshof, dann Kaserne                                                               | Zweigeschossige Walmdachbauten mit Ecklisenen, Geschossgesims und Fenster- wie Türeinfassungen aus Haustein, 17./18. Jahrhundert, im 19. Jahrhundert mehrfach erweitert | D-5-71-198-13 | weitere Bilder                     |
| Am Wall 12 (Standort)                                     | Nebengebäude                                                                                   | Satteldachbauten in Fachwerk und Massivbau, im Kern 18. Jahrhundert, teils erneuert und überformt | D-5-71-198-13 | weitere Bilder                     |
| Am Wall 10 (Standort)                                     | Hofmauer                                                                                       | Reste der Einfriedung aus Quadermauerwerk, 17./18. Jahrhundert | D-5-71-198-13 | weitere Bilder                     |
| Am Wall 14 (Standort)                                     | Schloss des Hauses Hohenlohe-Schillingsfürst                                                   | In landschaftsbeherrschender Lage auf einem Bergsporn durch zwei Wallgräben vom Hinterland abgesetzt, an Stelle zweier Vorgängerburgen, Neubaupläne Ende 17. Jahrhundert, Baubeginn ab 1705 mit kriegsbedingten Unterbrechungen, nach Plänen Louis Remy de la Fosse 1723 ff. weitergebaut, um 1750 vollendet | D-5-71-198-14 | weitere Bilder                     |
| Am Wall 14 (Standort)                                     | Schloss                                                                                        | Dreigeschossige Dreiflügelanlage um einen tiefen Ehrenhof mit Mansardwalmdächern, Pilastergliederung im Erdgeschoss, Gurtgesims und darüber liegenden Kolossalpilastern, das kräftig profilierte Traufgesims über den flach ausgenischten Mittelachsen rundbogig hochgezogen und mit Wappenhaltenden Löwen über dem Westflügel, im Osten erdgeschossige Anbauten mit Mansardwalmdächern, Pilastergliederung und hohem Gebälk, nach Plänen von Louis Remy de la Fosse, 1723 ff., mit Ausstattung | D-5-71-198-14 | weitere Bilder                     |
| Am Wall 14 (Standort)                                     | Zwei Schilderhäuschen                                                                          | Kleine Massivbauten auf polygonalem Grundriss, als Bekrönung je eine Sandsteinskulptur des Phönix, 1723 ff. | D-5-71-198-14 | weitere Bilder                     |
| Am Wall 14 (Standort)                                     | Ehrenhof mit Einfriedung und Stützmauer                                                        | Halbrunde Abmauerung aus Sandsteinquadermauerwerk, 1723 ff. | D-5-71-198-14 | weitere Bilder                     |
| Am Wall 14 (Standort)                                     | Hoftor                                                                                         | Torpfeiler mit schmiedeeisernem Gitter mit spätbarocken Ornamenten, um 1725 | D-5-71-198-14 | weitere Bilder                     |
| Am Wall 14 (Standort)                                     | Steinbrücke                                                                                    | Fünfbogige Steinbrücke über den Graben, 18. Jahrhundert über den inneren Schlossgraben | D-5-71-198-14 | weitere Bilder                     |
| Am Wall 14 (Standort)                                     | Äußere Brücke                                                                                  | Zweibogige Sandsteinquaderbrücke, vielleicht noch mittelalterlich | D-5-71-198-14 | weitere Bilder                     |
| Am Wall 14 (Standort)                                     | Gartenparterre                                                                                 | Barocke Gartenanlage mit vier Sandsteinskulpturen als Allegorien der Jahreszeiten, wohl von Philipp Jacob Sommer, 1725, aus Künzelsau hierher versetzt | D-5-71-198-14 | BW                                 |
| An der Wörnitzquelle (Standort)                           | Wörnitz-Quelle                                                                                 | Quelleinfassung aus Quadersteinen mit Relief und Inschrift, frühes 20. Jahrhundert | D-5-71-198-31 | Wörnitz-Quelle                     |
| Anton-Roth-Weg 7 (Standort)                               | Gartentor                                                                                      | Mit korbbogigem Durchgang und flankierenden Pfeilern mit Pyramidendach, um 1880 | D-5-71-198-16 | BW                                 |
| Anton-Roth-Weg 8 (Standort)                               | Ehemaliges Franziskanerkloster                                                                 | Südlich an die Kirche angebauter, einen Hof umschließender, dreiflügliger und zweigeschossiger Konventbau mit Satteldach, spätes 17. Jahrhundert | D-5-71-198-15 | BW                                 |
| Anton-Roth-Weg 8, 10 (Standort)                           | Klostermauer                                                                                   | Mit rustizierten Torpfeilern, im Kern ausgehendes 17. Jahrhundert, in Teilen erneuert | D-5-71-198-15 | BW                                 |
| Anton-Roth-Weg 9 (Standort)                               | Ehemalige Villa, jetzt Rathaus                                                                 | Neubarocker dreigeschossiger und reich gegliederter Zweiflügelbau mit Mansardwalmdach, von Anton Roth, 1880 | D-5-71-198-16 | Ehemalige Villa, jetzt Rathaus     |
| Anton-Roth-Weg 9 (Standort)                               | Einfriedung                                                                                    | Gefelderte Steinpfosten und Mauerzüge mit schmiedeeisernen Gittern, um 1880 | D-5-71-198-16 | BW                                 |
| Anton-Roth-Weg 9 (Standort)                               | Pumpbrunnen                                                                                    | Pumpanlage mit historistischem Rankendekor und kelchförmigem Becken, ausgehendes 19. Jahrhundert | D-5-71-198-16 | BW                                 |
| Anton-Roth-Weg 10 (Standort)                              | Ehemalige Franziskanerklosterkirche, jetzt katholische Pfarrkirche Kreuzerhöhung               | Nachgotischer Saalbau mit eingezogenem, dreiseitig geschlossenem Chor mit Strebepfeilern und Ostturm, 1677 ff., Erweiterung mit Westfassade mit Figurennische und ädikulagerahmtem Portal 1726, Turmbau 1835, mit Ausstattung | D-5-71-198-15 | weitere Bilder                     |
| Bürgermeister-Pflaumer-Straße (Standort)                  | Kriegerdenkmal                                                                                 | Denkmal für die im Ersten Weltkrieg gefallenen Gemeindemitglieder in Form eines von einem Löwen bekrönten Pfeilers, um 1925, nach dem Zweiten Weltkrieg ergänzt | D-5-71-198-33 | weitere Bilder                     |
| Frankenheimer Straße 5 (Standort)                         | Wohnhaus                                                                                       | Zweigeschossiger Krüppelwalmdachbau mit profiliertem Türgewände, wohl zweites Viertel 19. Jahrhundert, wohl „1863“ (bezeichnet) verändert, überformt | D-5-71-198-18 | BW                                 |
| Friedhofweg 4, Nähe Friedhofweg, Friedhofweg 2 (Standort) | Alter Friedhof                                                                                 | Mit einzelnen Grabmälern des 19. und frühen 20. Jahrhundert, im Kern spätmittelalterlich | D-5-71-198-19 | weitere Bilder                     |
| Friedhofweg 4, Nähe Friedhofweg, Friedhofweg 2 (Standort) | Friedhofsmauer                                                                                 | Aus Bruch- und Quadermauer mit profilierten Torpfeilern, im Kern spätmittelalterlich | D-5-71-198-19 | BW                                 |
| Friedhofweg 7, Friedhofweg 5 (Standort)                   | Neuer Friedhof, Friedhofsmauer                                                                 | Quadermauerwerk mit profilierten Torpfosten, um 1900 | D-5-71-198-20 | BW                                 |
| Friedhofweg 7 (Standort)                                  | Neuer Friedhof, Mausoleum der Familie Roth                                                     | Neuromanischer, dreiseitig geschlossener Kapellenbau mit Lisenengliederung, Bogenfriesen und mit ädikulagerahmtem Portal sowie mit Skulpturenschmuck und Treppenfries geschmückter Fassade, von Anton Roth, um 1900 | D-5-71-198-20 | weitere Bilder                     |
| Friedhofweg 5 (Standort)                                  | Neuer Friedhof, Aussegnungshalle                                                               | Quergelagerter, nicht achsensymmetrisch angelegter, erdgeschossiger Walmdachbau mit vorkragendem Mittelrisalit mit Bogenfries und Giebelreiter sowie mit ädikulagerahmtem Portal, von Anton Roth, 1909, nach Westen erweitert | D-5-71-198-20 | weitere Bilder                     |
| Hofgarten, Am Kanal (Standort)                            | Park, sogenannter Kardinalsgarten                                                              | Parkanlage im englischen Stil, um 1870/80 | D-5-71-198-23 | weitere Bilder                     |
| Hofgarten, Am Kanal (Standort)                            | Kardinalsgarten, Denkmal für Franz Liszt                                                       | Vierseitiges hohes Postament mit Bronzebüste des Komponisten, errichtet 1884, Büste von Jacob Moses Ezekiel | D-5-71-198-23 | weitere Bilder                     |
| Hofgarten, Am Kanal (Standort)                            | Friedhof                                                                                       | Mit Grabmälern des späten 19. und 20. Jahrhunderts | D-5-71-198-23 | weitere Bilder                     |
| Hofgarten, Am Kanal (Standort)                            | Friedhofseinfassung                                                                            | Aus Sandsteinpfosten mit neugotischer Ornamentik und schmiedeeisernen Gittern, um 1890/91 | D-5-71-198-23 | weitere Bilder                     |
| Hofgarten, Am Kanal (Standort)                            | Mausoleum der Hohenlohe-Schillingsfürst                                                        | Neugotischer, dreiseitig geschlossener Kapellenbau mit Giebelreiter, Strebepfeilern und reicher Architekturgliederung aus Filialen, Kreuzblumen, Krabben und Säulen, 1890/91, mit Ausstattung | D-5-71-198-23 | BW                                 |
| Hofgarten (Standort)                                      | Hofgarten                                                                                      | Rechteckiges, an drei Seiten von einem Kanal und Hecken eingefasstes Geviert, 18. Jahrhundert, im 19. Jahrhundert im englischen Stil verändert | D-5-71-198-21 | BW                                 |
| Hofgarten (Standort)                                      | Hofgarten, Phönixdenkmal                                                                       | Sandsteinsockel mit dem bronzenen Phönix des Hauses Hohenlohe-Schillingsfürst, frühes 18. Jahrhundert | D-5-71-198-21 | BW                                 |
| Hohenlohestraße 2 (Standort)                              | Evangelisch-lutherisches Pfarrhaus                                                             | Zweigeschossiger Krüppelwalmdachbau, 18. Jahrhundert, Torpfeiler, rustiziert mit Giebelaufsätzen, 19. Jahrhundert | D-5-71-198-22 | Evangelisch-lutherisches Pfarrhaus |
| Kardinalsweg (Standort)                                   | Ehemaliger Wasserturm                                                                          | Neugotischer, viergeschossiger Sichtziegelbau mit Pyramidendach, Ecklisenen und Gesimsgliederung, um 1880 | D-5-71-198-24 | Ehemaliger Wasserturm              |
| Neue Gasse 1 (Standort)                                   | Ehemaliges Amtsgericht, jetzt Museum                                                           | Klassizistischer, zweigeschossiger Walmdachbau mit profilierten Gurt- und Traufgesimsen sowie rundbogigen Fenster- und Türöffnungen, um 1800 als völlige Um- und Neugestaltung eines Jesuitenkollegs errichtet | D-5-71-198-25 | weitere Bilder                     |
| Neue Gasse 1 (Standort)                                   | Nebengebäude, ehemaliger Nordflügel des abgegangenen Hoftheaters                               | Erdgeschossiger Sandsteinbau mit Halbwalmdach, Eckpilaster, Fenstereinfassungen und Fachwerkgiebel, Ende 18. Jahrhundert, nach Abbruch des Hoftheaters verändert | D-5-71-198-25 | weitere Bilder                     |
| Neue Gasse 1 (Standort)                                   | Gartenhaus                                                                                     | Erdgeschossiger Walmdachbau mit profilierten Fenstereinfassungen, Ende 18. Jahrhundert | D-5-71-198-25 | BW                                 |
| Neue Gasse 1 (Standort)                                   | Hoftor                                                                                         | Quadermauerwerk mit segmentbogiger Durchfahrt, 19. Jahrhundert | D-5-71-198-25 | weitere Bilder                     |
| Neue Gasse 5 (Standort)                                   | Wohnhaus                                                                                       | Zweigeschossiger Walmdachbau mit gebänderten Ecklisenen, 18./19. Jahrhundert, nach Norden erweitert | D-5-71-198-26 | weitere Bilder                     |
| Neue Gasse 12 (Standort)                                  | Ehemaliger Gasthof                                                                             | Zweigeschossiger Walmdachbau mit Zwerchhäusern, Putzgliederung und vermauerten, korbbogigen Toreinfahrten, 18. Jahrhundert | D-5-71-198-27 | weitere Bilder                     |
| Neue Gasse 15 (Standort)                                  | Gasthaus                                                                                       | Zweigeschossiger, traufseitiger Satteldachbau mit Ecklisenen, Bandgesims und Ausleger, 18. Jahrhundert | D-5-71-198-28 | weitere Bilder                     |
| Neue Gasse 16 (Standort)                                  | Wohnhaus                                                                                       | Zweigeschossiger Traufseitbau mit Satteldach, Fachwerkelementen, gebänderten Ecklisenen und Traufgesims, Fenster- und Türeinfassungen aus Sandstein, 18. Jh., im 19./20. Jh. in Teilen erneuert | D-5-71-198-29 | weitere Bilder                     |
| Neue Gasse 18 (Standort)                                  | Wohnhaus                                                                                       | Zweigeschossiger Krüppelwalmdachbau mit überputzten Sandsteinelementen, 18. Jh., nach Süden erweitert | D-5-71-198-50 | weitere Bilder                     |
| Neue Gasse 31 (Standort)                                  | Wasserturm                                                                                     | Runder, sich nach oben verjüngender dreigeschossiger Sichtziegelbau mit ädikulagerahmtem Portal, Geschossgesimsen und Bogenfries aus Haustein, zylindrischer, gestuft vorkragender Wasserbehälter mit Kegeldach und Laterne, „1902“ (bezeichnet) | D-5-71-198-30 | weitere Bilder                     |
| Steinerne Steige (Standort)                               | Kriegerdenkmal                                                                                 | Denkmal für die im deutsch-französischen Krieg 1870/71 gefallenen Gemeindemitglieder, dreistufiges Postament mit Obelisken aus Sandstein, letztes Viertel 19. Jahrhundert | D-5-71-198-32 | weitere Bilder                     |

### Altengreuth
| Lage                     | Objekt          | Beschreibung | Akten-Nr.     | Bild |
| ------------------------ | --------------- | --- | ------------- | ---- |
| Altengreuth 5 (Standort) | Scheune         | Massiver Satteldachbau mit verzahnter Eckquaderung und Giebelgesimsen aus Haustein sowie mit Wappenstein, wohl 1846 | D-5-71-198-35 | BW   |
| Ransbühl (Standort)      | Flachsbrechhaus | Erdgeschossiger Satteldachbau mit Fachwerkgiebel, um 1800                                                           | D-5-71-198-36 | BW   |

### Bronnenhaus
| Lage                      | Objekt      | Beschreibung | Akten-Nr.     | Bild |
| ------------------------- | ----------- | --- | ------------- | ---- |
| Stilzendorf 25 (Standort) | Brunnenhaus | Erdgeschossiger Satteldachbau mit Fachwerkteilen, mit Pumpanlage und hölzernem Tretwerk, 1702, im 19. Jahrhundert nach Westen erweitert, 1920 Stilllegung der Ochsentretanlage, Wasserturm, Turm für den Wasserhochbehälter mit Schweifkuppel, 1729, 1887 aufgestockt | D-5-71-198-37 | BW   |

### Faulenberg
| Lage                     | Objekt                                            | Beschreibung | Akten-Nr.     | Bild           |
| ------------------------ | ------------------------------------------------- | --- | ------------- | -------------- |
| Faulenberg 17 (Standort) | Ehemaliges Gasthaus                               | Zweigeschossiger Satteldachbau mit Ecklisenen, Gurt- und Giebelgesimsen sowie korbbogigem Portal und rundbogigem Kellerabgang aus Hausteinen, „1834“ (bezeichnet) | D-5-71-198-38 | BW             |
| Faulenberg 20 (Standort) | Evangelisch-lutherische Filialkirche Sankt Sixtus | Mittelalterliche Chorturmkirche, Saalbau mit eingezogenem Rechteckchor im Turm mit Gurtgesims und Pyramidendach, Hausteinelementen und Sakristeianbau im nördlichen Turmwinkel, Umfassungsmauern wohl um 1245, 14. und Ende 15. Jahrhundert gotische Erneuerungen, nach 1681 barock umgestaltet, mit Ausstattung | D-5-71-198-39 | weitere Bilder |
| Faulenberg 20 (Standort) | Friedhofsmauer                                    | Bruchsteinmauerwerk im Kern mittelalterlich, im Westen verändert | D-5-71-198-39 | BW             |

### Neureuth
| Lage                                                                  | Objekt     | Beschreibung    | Akten-Nr.     | Bild       |
| --------------------------------------------------------------------- | ---------- | --------------- | ------------- | ---------- |
| St 2246, ca. 800 m westlich des Ortes Richtung Altengreuth (Standort) | Steinkreuz | Mittelalterlich | D-5-71-198-40 | Steinkreuz |

### Stilzendorf
| Lage                      | Objekt        | Beschreibung | Akten-Nr.     | Bild |
| ------------------------- | ------------- | --- | ------------- | ---- |
| Stilzendorf 18 (Standort) | Scheune       | Satteldachbau mit Fachwerkteilen, zweites Viertel 19. Jahrhundert (bezeichnet, nicht lesbar)                                                             | D-5-71-198-43 | BW   |
| Stilzendorf 22 (Standort) | Wohnstallhaus | Erdgeschossiger Satteldachbau mit Ecklisenen, Giebelgesimsen und Zwerchhaus, um 1820, Zwerchgiebel „1930“ (bezeichnet), Stallteil tiefgreifend überformt | D-5-71-198-44 | BW   |

### Wittum
| Lage                | Objekt  | Beschreibung                        | Akten-Nr.     | Bild |
| ------------------- | ------- | ----------------------------------- | ------------- | ---- |
| Wittum 4 (Standort) | Scheune | Massivbau mit Krüppelwalmdach, 1739 | D-5-71-198-45 | BW   |

### Ziegelhütte
| Lage                                | Objekt          | Beschreibung           | Akten-Nr.     | Bild |
| ----------------------------------- | --------------- | ---------------------- | ------------- | ---- |
| Ziegelhütte 5, im Garten (Standort) | Taufsteinbecken | Frühes 16. Jahrhundert | D-5-71-198-47 | BW   |

### Keinem Gemeindeteil zugeordnet
| Lage | Objekt | Beschreibung | Akten-Nr.     | Bild |
| --- | --- | --- | ------------- | ---- |
| St 2246; Steinwasenfeld; Erlbacher Mühlbach; Hirtenacker; Hetzenbusch; Winterhalde; Jesuitenfeld; Kottenbach; Rote Egert-Brünnlesranken-Sauhagranken-Dietrichsbuck; Kalkbühl; Steinbach; Sommerleite; Schleifweg; Schorndorfer Weg () | Teil der Grenzsteinreihe auf der neuen Landesgrenze zwischen dem Königlich Preußischen Fürstentum Ansbach und dem Fürstentum Hohenlohe-Schillingsfürst | Stelen aus Sandstein, oben abgerundet, bezeichnet mit „PG/HG“, versetzt 1804, zum Teil umgearbeitete ältere Fraischsteine | D-5-71-198-57 |      |

## Ehemalige Baudenkmäler
In diesem Abschnitt sind Objekte aufgeführt, die früher einmal in der Denkmalliste eingetragen waren, jetzt aber nicht mehr. Objekte, die in anderem Zusammenhang – also z. B. als Teil eines Baudenkmals – weiter eingetragen sind, sollen hier nicht aufgeführt werden. Aktennummern in diesem Abschnitt sind ehemalige, jetzt nicht mehr gültige Aktennummern.

| Lage                                       | Objekt                        | Beschreibung | Akten-Nr.     | Bild           |
| ------------------------------------------ | ----------------------------- | --- | ------------- | -------------- |
| Schillingsfürst Alte Gasse 5 (Standort)    | Zweigeschossiges Walmdachhaus | 18. Jahrhundert | D-5-71-198-1  | BW             |
| Schillingsfürst Alte Gasse 7, 9 (Standort) | Fachwerkscheune               | Mansarddach, 18. Jahrhundert | D-5-71-198-2  | BW             |
| Schillingsfürst Am Markt 8 (Standort)      | Gasthaus                      | Zweigeschossiger Krüppelwalmdachbau mit verzahnter Eckquaderung, im Kern Mitte 17. Jahrhundert, nach Osten erweitert und in Detailformen vereinfacht, Ausleger um 1740 | D-5-71-198-4  | weitere Bilder |
| Schorndorf Schorndorf 6 (Standort)         | Wohnstallhaus                 | Eingeschossig, Fachwerk, mit zweigeschossigem Zwerchhaus, frühes 19. Jahrhundert                                                                                       | D-5-71-198-41 | BW             |
| Schorndorf Schorndorf 13 (Standort)        | Wohnhaus                      | Eingeschossig, Fachwerk, frühes 19. Jahrhundert | D-5-71-198-42 | BW             |
| Wohnbach Wohnbach 8 (Standort)             | Ehemaliges Wohnstallhaus      | Erdgeschossiger Satteldachbau mit Dachwerker und Fachwerkteilen, „1804“ (bezeichnet), wohl später aufgestockt                                                          | D-5-71-198-46 | BW             |
| Wohnbach Wohnbach 8 (Standort)             | Scheune                       | Fachwerkbau mit Satteldach, um 1800 | D-5-71-198-46 | BW             |